# Anthaxia inornata
Anthaxia inornata är en skalbaggsart som först beskrevs av Randall 1838.  Anthaxia inornata ingår i släktet Anthaxia och familjen praktbaggar. Inga underarter finns listade i Catalogue of Life.